# Боноски, Филлип
Филип Боноски (англ. Phillip Bonosky; 7 марта 1916, Duquesne, Пенсильвания — 2 марта 2013, Нью-Йорк, Нью-Йорк или Бруклин, Нью-Йорк) — американский писатель, журналист, общественный и политический деятель.

## Биография
Родился в семье литовских иммигрантов в Дакесне, Пенсильвания, в центре угольной и металлургической промышленности. Как и его отец и братья, работал на металлургическом заводе Duquesne, во время Великой депрессии — безработный. Боноски путешествовал по стране в поисках работы, пока не попал в приют для бездомных в Вашингтоне. Благодаря помощи смог завершить два года обучения в Вильсонском колледже. Работал в городской администрации Вашингтона.
В 1938 году вступил в Коммунистическую партию США.
Был президентом вашингтонского отделения Альянса рабочих Америки, который обеспечивал при необходимости безработных поиском рабочих мест, жилья, питания и здравоохранения. Возглавлял делегацию на встрече с Элеонорой Рузвельт в 1940 году, о чём широко сообщалось в местной прессе. Известный активист в городе Вашингтон, он выступал на демонстрациях и свидетельствовал перед Конгрессом США. Во время Второй мировой войны Боноски стал одним из видных деятелей и освобождённых работников Компартии США. Его подруга и товарищ по Коммунистической партии Анджела Дэвис часто цитировала Боноски.
В конце 1940-х годов Боноски переехал в Нью-Йорк, где занялся литературным творчеством. Дебютировал в 1953 году. издав роман «Burning Valley» (переиздана Университетом штата Иллинойс, 1997).
Вёл писательские семинары в Школе компартии. Работал редактором отдела культуры и московским корреспондентом газеты «People’s World», печатного органа КП США. В 1950-х годах сотрудничал с литературным журналом «Masses & Mainstream».
Его второй его роман «The Magic Fern» появился в 1960 году.
Боноски был одним из первых американских журналистов, посетивших коммунистический Китай, и одним из немногих, кто взял интервью у вьетнамского революционного лидера Хо Ши Мина в середине 1960-х годов. Позже, брал интервью у афганских лидеров накануне войны Талибана. Одним из первых западных корреспондентов посетил Камбоджу после свержения красных кхмеров.
Автор нескольких опубликованных томов зарубежных репортажей.

## Избранные произведения
- Beyond the Borders of Myth: From Vilnius to Hanoi (1967)
- Afghanistan: Washington’s Secret War (1985)
  - Боноски, Филлип. Тайная война Вашингтона против Афганистана. — М. : Прогресс, 1985. — 264 с.
- Devils in Amber: The Baltics (1992)
- Боноски, Филипп. Брат Билл Макки : (Как был создан профсоюз на заводах Форда) / [Предисл. У. В. Фостера]. Пер. с англ. В. Мачавариани [и др.] Под ред. Н. Алипова. — [М.] : Профиздат, 1956. — 228 с.
- Боноски, Филипп. Долина в огне = Burning Valley. / Пер. с англ. Т. Лещенко-Сухомлиной. [Вступ. статья П. Балашова]; [Ил.: Е. Ракузина]. — М. : Гослитиздат, 1961. — 318 с.
- Боноски, Филлип. Две культуры. / Пер. с англ. [Предисл. А. Мулярчика]. — М. : Прогресс, 1978. — 434 с
- Боноски, Филлип. Говорят ли нам правду об СССР наши московские корреспонденты. — М. : Прогресс, 1981. — 262 с.
  - Боноски, Филлип. "Волшебный папоротник". М. 1961 (2-изд.: 1983).